# Alene Duerk
Alene Bertha Duerk (29. března 1920, Defiance, Ohio, USA – 21. července 2018 Lake Mary, Florida, USA) byla první admirálka námořnictva Spojených států amerických.

## Život
V roce 1940 dokončila studia zdravotnické školy v Toledu v Ohiu. Později vstoupila vojenské zdravotnické služby. Nejprve pracovala ve vojenských nemocnicích v Portsmouthu ve Virginii a v Bethesdě ve státě Maryland. V závěru druhé světové války sloužila v Pacifiku na nemocniční lodi USS Benevolence (AH-13). Ze služby odešla v roce 1946.
Do služby se vrátila roku 1951 jako instruktorka zdravotní školy v Portsmouthu. V následujících letech sloužila ve Filadelfii, San Diegu, Jokosuce, Chicagu i Washingtonu, DC. V letech 1970–1975 velela námořní zdravotnické službě (Navy Nurse Corps). Dne 1. června 1972 byla jako vůbec první žena povýšena do hodnosti kontradmirálky. V roce 1975 odešla do výslužby.

## Vyznamenání a ocenění
- Legion of Merit[2]
- Medaile námořní zálohy
- Medaile za americké tažení
- Medaile za asijsko-pacifické tažení, s bronzovou hvězdou
- Medaile vítězství v 2. světové válce
- Služební medaile námořnictva, s asijskou sponou
- Medaile za službu národní obraně, s bronzovou hvězdou

Duerková obdržela následující čestné akademické hodnosti:
- Doktor mezilidských vztahů z Univerzity Bowling Green v Ohiu, 1973
- Doktor společenských věd z University Marymount v Arlington County ve Virginii, 1974
- Doktor věd z Wesleyovy Iowské univerzity v Iowě, 1975
- Doktor věd z Lékařské univerzity v Toledu v Ohiu, 1976.[2]